# Red Sticks

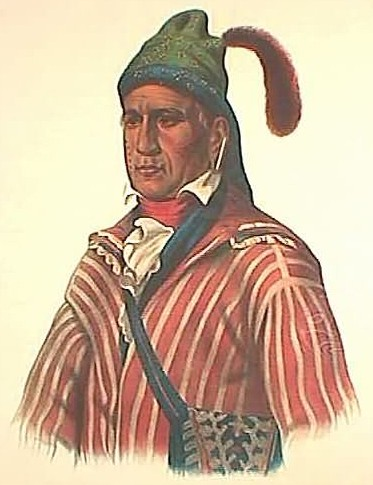
Menawa, som var en av Red Sticks ledare, besökte långt efter creekkriget Washington och avbildades då.

Red Sticks är det engelska namnet på en traditionalistisk fraktion, som fanns bland creekindianerna i början av 1800-talet. Deras motstånd mot den amerikanska kulturella aggressionen ledde till creekkrigets utbrott 1813. Namnet "Red Sticks" kommer från de rödfärgade stridsklubbor fraktionens medlemmar använde och från de magiska röda käppar som creekernas schamaner hade.

## Ideologi
"Red Sticks" var aggressiva förkämpar för creekindianernas traditionella samhällsliv baserat på jakt och kollektivt jordägande. Inspirerade av shawneeledaren Tecumseh och förbittrade av den vita kulturens ohejdade aggression, angrep "Red Sticks" sina egna ackulturerade och proamerikanska creekgrannar, White Sticks. "Red Sticks" kom huvudsakligen från de övre indianstäderna i creekområdet och bekämpade den vita ackulturationen med alla medel. White Sticks hade sitt främsta stöd i de nedre creekstäderna, dvs. bland creekerna i Georgia. Under Creekkriget 1813-1814 dödade "Red Sticks" tamdjur, förstörde jordbruksredskap och brände upp skördarna. Även metallgrytor, stekpannor och spunnet tyg fördärvades.

## Historia
Vid Fort Mims angrep "Red Sticks" de vita kolonisterna och dödade 300-500 människor: män, kvinnor, barn, negerslavar och White Sticks. Denna massaker ledde till att Förenta Staterna blandade sig i creekkriget och i slaget vid Horseshoe Bend 1814 besegrade Andrew Jacksons trupper "Red Sticks", som genom freden i Fort Jackson tvingades avstå från halva sitt territorium till de vita. Många överlevande "Red Sticks" flydde till Florida och förenade sig med seminolerna.